# Santa Elena (La Arena)
Santa Elena es una localidad peruana ubicada en el distrito de La Arena, perteneciente a la provincia y departamento de Piura, al norte del Perú. 

## Ubicación
Santa Elena se ubica al oeste de la provincia de Piura, en el distrito de La Arena, en el departamento de Piura.

## Demografía
En 2017 Santa Elena tenía una población de 12 habitantes.